# 7021 Tomiokamachi
7021 Tomiokamachi eller 1992 JN1 är en asteroid i huvudbältet, som upptäcktes den 6 maj 1992 av den japanske amatörastronomen Atsushi Sugie i Dynic-observatoriet. Den är uppkallad efter den japanska staden Tomiokamachi.